# Gordon Andrew MacDonald
 (juin 2023).
 (mai 2023).
Si vous disposez d'ouvrages ou d'articles de référence ou si vous connaissez des sites web de qualité traitant du thème abordé ici, merci de compléter l'article en donnant les références utiles à sa vérifiabilité et en les liant à la section « Notes et références ».
 (mai 2023).
Gordon Andrew Macdonald (Boston, 15 octobre 1911 - Oahu, 20 juin 1978) est un volcanologue et professeur émérite américain à l'Université d'Hawaï en géologie et géophysique.
On lui doit également une riche bibliographie constituée de plus de 200 entrées traitant de volcanologie et de géologie principalement.
Aujourd'hui, le mont MacDonald, volcan sous-marin situé au cœur des îles Australes en Polynésie française, et le minéral Macdonald portent son nom.

## Biographie
Gordon Macdonald est né à Boston dans le Massachusetts le 15 octobre 1911 de l'union de John Austin Macdonald et de Grace Macdonald. Son père livrait des bouteilles de vin aux hôtels de Boston mais la Prohibition débutant en 1920 mit un terme à ses activités. Il mourut en 1922.
À la suite de cette tragédie, Grace Macdonald partit vivre en Californie avec Gordon et sa sœur Janet.
Mac est diplômé de la Garfield High School de Los Angeles en 1928 et poursuit ses études à l'Université de Californie où il obtient son bachelor en 1933 et son master en 1934 en géologie. Avec Earl Irving, autre élève diplômé en géologie en 1934, il rédige un mémoire intitulé "The Genesis of Certain Banded Gneisses and Trachtitoidal Diorites in the San Rafael and Verdugo Hills, Los Angeles County, California".
L'année suivante, en 1934, il rédige sa thèse de fin de maîtrise: "Sediments of Santa Monica Bay, California". Enfin, il intègre l'Université de Californie à Berkeley à la fin de cette même année.
C'est dans cette université qu'il rencontre Ruth Carol Binkley, avec qui il se mariera en 1938. En cette même année, il reçoit son Ph.D à la suite de sa thèse ayant pour titre : « Geology of the Western Sierra Nevada Between Kings and San Joaquin Rivers, California ».
Mac et Ruth auront au total quatre enfants prénommés John, Duncan, James et Bill.
Gordon Macdonald rejoint durant l'été 1939 Harold T. Stearns qui cartographie les ressources en eaux souterraines sur certaines des îles du territoire d'Hawaï.
Au cours de sa vie, il écrira plusieurs documents à propos d'événements géologiques se produisant à Hawaï ou en Californie. Notamment, il décrit les éruptions du Mauna Loa ayant éclaté en 1940 et 1942. Il rédige également avec Francis Shepard de Scripps et Doak Cox, une étude au sujet du tsunami des Îles Aléoutiennes qui frappa Hawaï au matin du 1er avril 1946.
Il a été président de l'Association internationale de volcanologie et de chimie de l'intérieur de la Terre (AIVCIT) pendant la période 1967-1971.
Il rendit son dernier soupir le 20 juin 1978 à 66 ans sur l'île d'Oahu.

## Publications majeures
- Harold Thornton Stearns et Gordon Andrew Macdonald, Geology and ground-water resources of the island of Hawaii, vol. 9, United States Geological Survey, coll. « Bulletin », 1946, p. 245
- G. A. Macdonald, F.P. Shepard et D.C. Cox, « The tsunami of April 1, 1946 », Scripps Inst. Oceanogr. Bull., Univ. Calif., vol. 5, no 6,‎ 1950, p. 391–528
- Macdonald, G. A. et Katsura, T., « Chemical composition of Hawaiian lavas », Journal of Petrology, vol. 5, no 1,‎ 1964, p. 82–133 (DOI 10.1093/petrology/5.1.82, Bibcode 1964JPet....5...82M)
- Macdonald, G. A., « Composition and origin of Hawaiian lavas », Geological Society of America Memoirs, vol. 116,‎ 1968, p. 477–522 (DOI 10.1130/MEM116-p477)
- Gordon A. Macdonald, Volcanoes, 1, mai 1972, 544 (ISBN 978-0139422195, lire en ligne )
- Gordon A. Macdonald, Agatin Townsend Abbott et Frank L. Peterson, Volcanoes in the Sea: The Geology of Hawaii, 2, septembre 1983, 517 p. (ISBN 978-0-8248-0832-7, lire en ligne) Note : scope broader than Hawaii.
- Gordon A. Macdonald et Douglass H. Hubbard, « Volcanoes of the National Parks of Hawaii » [archive du 4 novembre 2012], National Park Service, 24 mars 2006 (consulté le 24 janvier 2013)